# Limeum fenestratum
Limeum fenestratum är en tvåhjärtbladig växtart som först beskrevs av Edward Fenzl, och fick sitt nu gällande namn av Anton Heimerl. Limeum fenestratum ingår i släktet Limeum och familjen Limeaceae.

## Underarter
Arten delas in i följande underarter:
- L. f. exaltum
- L. f. frutescens